# Carmelo Anthony
Carmelo Anthony (New York, 29 mei 1984) is een Amerikaans voormalig basketbalspeler.

## Carrière

### Een sterk rookie-jaar in de NBA en een Olympisch debuut
Carmelo Anthony leidde zijn collegeteam de Syracuse Orange naar hun eerste NCAA-kampioenschap. Hij stelde zich in 2003 kandidaat voor de NBA draft en werd in de eerste ronde als derde gekozen door de Denver Nuggets. Anthony maakte op 29 oktober 2003 zijn NBA-debuut tijdens een wedstrijd van de Nuggets tegen de San Antonio Spurs. Op 7 november 2003, in zijn zesde wedstrijd in de NBA, scoorde Anthony 30 punten. Hiermee werd hij de op één na jongste speler in de NBA die 30 of meer punten kon scoren in 1 wedstrijd. (enkel Kobe Bryant was nog jonger). In februari 2004 bereikte Anthony reeds de kaap van 1000 punten, waarmee hij de op twee na jongste speler werd die deze kaap kon bereiken. In zijn debuutseizoen werd Anthony elke maand verkozen tot NBA Rookie of the Month in de Western Conference, LeBron James kreeg deze eer elke maand toebedeeld in de Eastern Conference. In het verleden hadden enkel David Robinson en Tim Duncan dit kunnen realiseren. Anthony werd dan ook gekozen voor het NBA All-Rookie First Team. Na zijn debuutseizoen in de NBA werd Anthony meteen ook geselecteerd voor de Amerikaanse nationale ploeg die mocht deelnemen aan de Olympische Spelen in Athene. Anthony was tijdens zijn eerste Olympisch toernooi vooral bankzitter en kon niet verhinderen dat de Verenigde Staten in de halve finale verloor van Argentinië. In de kleine finale won de VS van Litouwen en won zo nog een bronzen medaille.

### Verdere periode bijDenver Nuggetsen een eerste Olympische titel
In de daaropvolgende seizoenen was Anthony steeds basisspeler bij de Nuggets. Tijdens het seizoen 2006/07 was er op 16 december 2006 een massale vechtparij in de wedstrijd van de Denver Nuggets tegen de New York Knicks. Als gevolg hiervan kregen verschillende spelers van beide ploegen een langdurige schorsing, waarbij ook Anthony 15 speeldagen geschorst werd. Desondanks werd Anthony in 2007 toch een eerste keer geselecteerd voor de NBA All-Star Game. In 2008 nam Anthony een tweede keer deel aan de Olympische Zomerspelen. Met het zogenaamde "Redeem Team" kon Anthony aan de zijde van Kobe Bryant, LeBron James en Dwyane Wade de Olympische titel terug naar de Verenigde Staten brengen. In het seizoen 2008/09 bereikte Anthony met de Nuggets voor het eerst sinds 1985 de finale van de Western Conference. In deze finale verloren de Nuggets met 4-2 van de Los Angeles Lakers, de latere kampioen.

### Transfer naar deNew York Knicksen opnieuw Olympisch goud
Na zeven en een half seizoen bij Denver verruilde hij in februari 2011 de Nuggets voor de New York Knicks. Verder waren in de ruil nog de club Minnesota Timberwolves en de spelers Renaldo Balkman, Chauncey Billups, Anthony Carter, Shelden Williams, Kosta Koufos, Corey Brewer, Wilson Chandler, Raymond Felton, Danilo Gallinari, Timofey Mozgov, Eddy Curry en Anthony Randolph betrokken, met daarnaast nog een paar draftpicks en geldbedragen. In 2012 werd Anthony een derde keer geselecteerd voor de Olympische Spelen. In Londen verlengden de Verenigde Staten hun Olympische titel. Tijdens het seizoen 2012/13 liet Anthony een gemiddelde van 28,7 punten optekenen, het hoogste gemiddelde puntentotaal in de NBA voor dit seizoen. Op het einde van dit seizoen werd Anthony ook voor de tweede keer in zijn loopbaan onderscheiden in het All NBA Second team. Op 14 januari 2014 scoorde Anthony 62 punten in een wedstrijd tegen de Charlotte Bobcats, meteen ook de hoogste score in zijn loopbaan.

### Verlenging bij de Knicks en een derde Olympische titel
In de zomer van 2014 werd het aflopend contract van Anthony bij de Knicks verlengd. In het seizoen 2014/2015 rondde Anthony als 40e speler de kaap van 20.000 NBA-punten. In de zomer van 2016 nam Anthony voor de vierde keer deel aan de Olympische zomerspelen. In de finale van het mannenbasketbal was de VS met een score van 96-66 duidelijk te sterk voor Servië. Anthony werd zo de eerste mannelijkse basketballer die 4 Olympische medailles wist te behalen.
Op 12 maart 2017 scoorde Anthony zijn 10.000e punt voor de Knicks. Hiermee werd Anthony slechts de 3e speler in de geschiedenis van de NBA die meer dan 10.000 punten kon scoren voor twee verschillende teams. Enkel Kareem Abdul-Jabbar en Elvin Hayes konden dit eerder realiseren.

### Diverse ploegen aan het eind van zijn loopbaan
Bij de Knicks speelde hij uiteindelijk zes seizoenen en een half voordat hij op 25 september 2017 werd geruild voor Enes Kanter, Doug McDermott en een 2de ronde draft in 2018 naar de Oklahoma City Thunder. In de zomer van 2018 werd hij opnieuw geruild in een ruil tussen de Oklahoma City Thunder, Atlanta Hawks en de Philadelphia 76ers. Verder waren spelers Dennis Schröder, Mike Muscala, Justin Anderson en Timothé Luwawu-Cabarrot betrokken in de ruil. Hij werd vijf dagen later door de Atlanta Hawks ontslagen en tekende als vrije speler bij de Houston Rockets. Ook bij de Rockets vergaarde hij niet veel speelminuten en werd hij in januari 2019 samen met Jon Diebler al naar de Chicago Bulls geruild voor Tadija Dragićević. Na 9 dagen werd zijn contract bij de Bulls al ontbonden. Anthony had zo bijna een jaar lang geen club tot hij op 19 november 2019 tekende als vrije speler bij de Portland Trail Blazers. Op 3 mei 2021 scoorde Anthony 14 punten tegen de Atlanta Hawks waardoor hij Elvin Hayes passeerde en tiende werd in de all-time topschuttersstand van de NBA. Op het einde van dit seizoen kreeg Anthony de Kareem Abdul-Jabbar Social Justice Champion Award toebedeeld. Op 6 augustus 2021 tekende Anthony een contract bij de Los Angeles Lakers. Tijdens het seizoen 2021/22 passeerde Anthony nog Moses Malone in de all-time topschuttersstand. Na het seizoen 2022/23 kondigde hij zijn afscheid als basketballer aan nadat hij geen nieuwe ploeg had gevonden voor dat seizoen.

## Prijzen
- Olympische Spelen:
  -  2008, 2012, 2016
  -  2004
- NBA All-Star: 2007, 2008, 2010, 2011, 2012, 2013, 2014, 2015, 2016, 2017
- All-NBA Second Team: 2010, 2013
- All-NBA Third Team: 2006, 2007, 2009, 2012
- NBA All-Rookie First Team: 2004
- Topschutter NBA: 2013
- 19x NBA-speler van de week
- 12x NBA-speler van de maand
- Kareem Abdul-Jabbar Social Justice Champion Award: 2021
- Nummer 15 teruggetrokken door de Syracuse Orange

## Statistieken

### Regulier seizoen
| Seizoen  | Team                   | WG   | WS   | MPW  | 2P%  | 3P%  | FW%  | RPW | APW | SPW | BPW | PPW  |
| -------- | ---------------------- | ---- | ---- | ---- | ---- | ---- | ---- | --- | --- | --- | --- | ---- |
| 2003/04  | Denver Nuggets         | 82   | 82   | 36,5 | 42,6 | 32,2 | 77,7 | 6,1 | 2,8 | 1,2 | 0,5 | 21,0 |
| 2004/05  | Denver Nuggets         | 75   | 75   | 34,8 | 43,1 | 26,6 | 79,6 | 5,7 | 2,6 | 0,9 | 0,4 | 20,8 |
| 2005/06  | Denver Nuggets         | 80   | 80   | 36,8 | 48,1 | 24,3 | 80,8 | 4,9 | 2,7 | 1,1 | 0,5 | 26,5 |
| 2006/07  | Denver Nuggets         | 65   | 65   | 38,2 | 47,6 | 26,8 | 80,8 | 6,0 | 3,8 | 1,2 | 0,4 | 28,9 |
| 2007/08  | Denver Nuggets         | 77   | 77   | 36,4 | 49,2 | 35,4 | 78,6 | 7,4 | 3,4 | 1,3 | 0,5 | 25,7 |
| 2008/09  | Denver Nuggets         | 66   | 66   | 34,3 | 44,3 | 37,1 | 79,3 | 6,8 | 3,4 | 1,1 | 0,4 | 22,8 |
| 2009/10  | Denver Nuggets         | 69   | 69   | 38,2 | 45,8 | 31,6 | 83,0 | 6,6 | 3,2 | 1,3 | 0,4 | 28,2 |
| 2010/11  | Denver Nuggets         | 50   | 50   | 35,5 | 45,2 | 33,3 | 82,3 | 7,6 | 2,8 | 0,9 | 0,6 | 25,2 |
| 2010/11  | New York Knicks        | 27   | 27   | 36,2 | 46,1 | 42,4 | 87,2 | 6,7 | 3,0 | 0,9 | 0,6 | 26,3 |
| 2011/12  | New York Knicks        | 55   | 55   | 34,1 | 43,0 | 33,5 | 80,4 | 6,3 | 3,6 | 1,1 | 0,4 | 22,6 |
| 2012/13  | New York Knicks        | 67   | 67   | 37,0 | 44,9 | 37,9 | 83,0 | 6,9 | 2,6 | 0,8 | 0,5 | 28,7 |
| 2013/14  | New York Knicks        | 77   | 77   | 38,7 | 45,2 | 40,2 | 84,8 | 8,1 | 3,1 | 1,2 | 0,7 | 27,4 |
| 2014/15  | New York Knicks        | 40   | 40   | 35,7 | 44,4 | 34,1 | 79,7 | 6,6 | 3,1 | 1,0 | 0,4 | 24,2 |
| 2015/16  | New York Knicks        | 72   | 72   | 35,1 | 43,4 | 33,9 | 82,9 | 7,7 | 4,2 | 0,9 | 0,5 | 21,8 |
| 2016/17  | New York Knicks        | 74   | 74   | 34,3 | 43,3 | 36,0 | 83,3 | 5,9 | 2,9 | 0,8 | 0,4 | 22,4 |
| 2017/18  | Oklahoma City Thunder  | 78   | 78   | 32,1 | 40,4 | 35,7 | 76,7 | 5,8 | 1,3 | 0,6 | 0,6 | 16,2 |
| 2018/19  | Houston Rockets        | 10   | 2    | 29,4 | 40,5 | 32,8 | 68,2 | 5,4 | 0,5 | 0,4 | 0,7 | 13,4 |
| 2019/20  | Portland Trail Blazers | 58   | 58   | 32,8 | 43,0 | 38,5 | 84,5 | 6,3 | 1,5 | 0,8 | 0,5 | 15,4 |
| 2020/21  | Portland Trail Blazers | 69   | 3    | 24,5 | 42,1 | 40,9 | 89,0 | 3,1 | 1,5 | 0,7 | 0,6 | 13,4 |
| 2021/22  | Los Angeles Lakers     | 69   | 3    | 26,0 | 44,1 | 37,5 | 83,0 | 4,2 | 1,0 | 0,7 | 0,8 | 13,3 |
| Carrière | Carrière               | 1260 | 1120 | 34,5 | 44,7 | 35,5 | 81,4 | 6,2 | 2,7 | 1,0 | 0,5 | 22,5 |
| All Star | All Star               | 10   | 8    | 26,2 | 50,7 | 32,7 | 72,7 | 7,5 | 1,1 | 0,5 | 0,3 | 18,5 |

### Play-offs
| Seizoen  | Team                   | WG | WS | MPW  | 2P%  | 3P%  | FW%  | RPW  | APW | SPW | BPW | PPW  |
| -------- | ---------------------- | -- | -- | ---- | ---- | ---- | ---- | ---- | --- | --- | --- | ---- |
| 2004     | Denver Nuggets         | 4  | 4  | 35,8 | 32,8 | 18,2 | 80,0 | 8,3  | 2,8 | 1,3 | 0,0 | 15,0 |
| 2005     | Denver Nuggets         | 5  | 5  | 36,0 | 42,2 | 0,0  | 81,3 | 5,4  | 2,0 | 0,6 | 0,2 | 19,2 |
| 2006     | Denver Nuggets         | 5  | 5  | 38,6 | 33,3 | 0,0  | 75,0 | 6,6  | 2,8 | 0,8 | 0,2 | 21,0 |
| 2007     | Denver Nuggets         | 5  | 5  | 42,0 | 48,0 | 50,0 | 79,5 | 8,6  | 1,2 | 1,0 | 0,0 | 26,8 |
| 2008     | Denver Nuggets         | 4  | 4  | 36,5 | 36,4 | 25,0 | 82,8 | 9,5  | 2,0 | 0,5 | 0,3 | 22,5 |
| 2009     | Denver Nuggets         | 16 | 16 | 38,3 | 45,3 | 36,4 | 82,6 | 5,8  | 4,1 | 1,8 | 0,6 | 27,2 |
| 2010     | Denver Nuggets         | 6  | 6  | 42,3 | 46,4 | 31,6 | 87,7 | 8,5  | 3,3 | 2,0 | 0,5 | 30,7 |
| 2011     | New York Knicks        | 4  | 4  | 39,0 | 37,5 | 34,6 | 85,3 | 10,3 | 4,8 | 1,3 | 0,8 | 26,0 |
| 2012     | New York Knicks        | 5  | 5  | 40,8 | 41,9 | 22,2 | 75,6 | 8,2  | 2,2 | 1,2 | 0,2 | 27,8 |
| 2013     | New York Knicks        | 12 | 12 | 40,1 | 40,6 | 29,8 | 88,5 | 6,6  | 1,6 | 1,1 | 0,2 | 28,8 |
| 2018     | Oklahoma City Thunder  | 6  | 6  | 32,3 | 37,5 | 21,4 | 73,3 | 5,7  | 0,3 | 1,8 | 0,7 | 11,8 |
| 2020     | Portland Trail Blazers | 5  | 5  | 35,2 | 41,2 | 42,1 | 85,7 | 5,0  | 2,0 | 1,0 | 0,4 | 15,2 |
| 2021     | Portland Trail Blazers | 6  | 0  | 23,8 | 41,7 | 37,8 | 90,9 | 3,2  | 1,5 | 0,3 | 0,2 | 12,3 |
| Carrière | Carrière               | 83 | 77 | 37,3 | 41,4 | 32,4 | 82,6 | 6,7  | 2,5 | 1,2 | 0,3 | 23,1 |

4 Jimmy Butler · 
5 Kevin Durant · 
6 DeAndre Jordan · 
7 Kyle Lowry · 
8 Harrison Barnes · 
9 DeMar DeRozan · 
10 Kyrie Irving · 
11 Klay Thompson · 
12 DeMarcus Cousins · 
13 Paul George · 
14 Draymond Green · 
15 Carmelo Anthony · 
Coach Mike Krzyzewski
- International Standard Name Identifier: 0000 0000 3694 3407
- Library of Congress Control Number: n2005006533
- Virtual International Authority File: 75717838
- WorldCat: E39PBJpPxFmtv3rgYWDBt9mKh3